# Diego Teixeira Sampayo
Diego Teixeira de Sampayo (o Sampaio) (Lisboa, 1581-Hamburgo, 1666) fue un destacado financiero y diplomático portugués que realizó la mayor parte de su actividad pública al servicio de la Monarquía Católica (que entre 1580 y 1640 incluía el reino de Portugal). Durante esos años ejercía públicamente la religión católica, aunque su condición de criptojudío (la denominación historiográfica para los judeoconversos de los reinos peninsulares que ocultamente judaizaban es la de "marrano") quedó evidenciada con su conversión al judaísmo, ya con sesenta y seis años y establecido fuera de los dominios españoles.

## Biografía
Era hijo de Francisco de Melo y Antonia de Silva Teixeira, aunque no utilizó el apellido paterno.
Tras una breve residencia en Amberes (1643), se estableció definitivamente en Hamburgo hasta el final de su vida. En esa ciudad, junto con su esposa (Sara de Andrade), comenzó a ejercer públicamente los rituales de la religión judía desde el Viernes Santo de 1647 o 1648. Tanto él como sus dos hijos (uno extramatrimonial) se circuncidaron en ese momento. El emperador solicitó su entrega y la confiscación de sus bienes, pero el senado de Hamburgo lo denegó.
Diego, ya con el nombre hebreo de Abraham Senior (Abraham Seneor había sido un destacado judío castellano de la época de los Reyes Católicos, que se convirtió al cristianismo para evitar la expulsión en 1492), ejerció como líder de la comunidad judía hispano-portuguesa (sefardíes) de Hamburgo, donde destacó por su alto tren de vida y costosas donaciones a instituciones religiosas y caritativas. Era conocido como "el judío rico". Compró el palacio que anteriormente (1654) había sido durante un tiempo residencia de la reina Cristina de Suecia, con la que había tenido amistad (fueron presentados por el embajador español Antonio Pimentel).
En 1657 consiguió de Federico III de Dinamarca la continuidad de los privilegios de que gozaban los judíos de su reino, confirmados posteriormente por Cristián V de Dinamarca.